# Vuurtoren van Zeebrugge
De Vuurtoren van Zeebrugge is een vuurtoren aan het uiteinde van de Leopold II-dam in de Belgische havenstad Zeebrugge. De vuurtoren werd samen met de havendam gebouwd tussen 1897 en 1905, tijdens de aanleg van de zeehaven van Zeebrugge.
Tijdens de beide wereldoorlogen raakte de toren ernstig beschadigd en is daarna steeds weer opnieuw opgebouwd. 
Door uitbreidingen van de haven in de jaren 1980 is de toren midden in het havengebied komen te staan. In 1999 is de toren samen met het havenhoofd geklasseerd als beschermd monument.